# Pavel Baranov

Acad. Pavel Baranov.

Pavel Baranov (n. 1892 – d. 1962) a fost un om de știință rus, care a fost ales ca membru corespondent al Academiei de Științe a URSS.
La data de 6 octombrie 1949, prin Hotărârea Prezidiului Academiei de Științe a URSS, academicianul Pavel Baranov, membru corespondent al acestui for, a fost numit ca director al Filialei Moldovenești a Academiei de Științe a URSS (înființată prin reorganizarea Bazei Moldovenești de Cercetări Științifice a Academiei de Științe a URSS).
În anul 1950, a devenit președinte al Consiliului de coordonare a cercetărilor, activând în calitate de unic organ republican. A condus activitatea de cercetare din Republica Moldova până în anul 1954, când a fost înlocuit de Iachim Grosul.